# Нагли, Владимир Наумович
Влади́мир Нау́мович Нагли (27 февраля) 1903, Санкт-Петербург — 6 октября 1940) — советский театральный деятель, организатор кинопроизводства.

## Биография
Родился в Санкт-Петербурге в семье часовщика, который умер, когда сыну было шесть лет. Учился в гимназии. Работал подмастерьем. В 1919—1921 годах служил в штабе 7-й армии РККА. Член ВКП(б) с 1921 года.
Народный дом Паниной <…> теперь это здание принадлежало Дому просвещения имени Некрасова, а заведовал домом Владимир Наумович Нагли <…> вот под крылышко этого замечательного человека мы и попали. Он, как и Тестов, не мог помочь материально. Зато морально поддерживал постоянно. Его на редкость внимательное отношение к нашей полуребяческой деятельности, вовремя сказанное слово, даже ироническое, но никогда не обидное замечание укрепляли общую веру в возможность достижения художественных результатов.
В 1922—1925 годах  — заведующий Домом просвещения имени А. Н. Некрасова в Петрограде.
В 1925—1929 годах — секретарь подотдела политического просвещения Ленинградского областного отдела народного образования. Входил в состав президиума Губернского театрального совета.
В 1930—1932 годах — директор Театра сатиры (с 1931 года — Государственного театра сатиры и комедии) в Ленинграде, летом 1931 года работал директором Парка культуры и отдыха имени Первой пятилетки. В 1932 году — директор Ленинградской филармонии, летом 1932 года работал директором Центрального парка культуры и отдыха.
В 1933—1936 годах — заместитель директора Академического театра драмы имени А. С. Пушкина (ныне Александринский театр). Совместно с ведущими  артистами театра осуществлял шефство над театром Мурманской железной дороги, Псковским детским домом культуры.
В декабре 1936 года был назначен заместителем директора киностудии «Ленфильм».
В 1938 году — директор Театра драмы и комедии (ныне Театр на Литейном).
По воспоминаниям его сына М. В. Нагли, в их квартире часто бывали Николай Черкасов, Василий Меркурьев, Юрий Лавров, Екатерина Карчагина-Александровская, шестилетним ребёнком отец водил его на репетиции Вс. Мейерхольда.
В апреле 1937 года был подвергнут критике в печати. Арестован 21 октября 1938 года. 26 июля 1939 года приговорён Особым совещанием при НКВД СССР к 8 годам ИТЛ за участие в антисоветской организации и подготовке покушения на А. А. Жданова. Наказание отбывал в Севвостлаге, в арестантском этапе находился вместе с Г. С. Жжёновым. Умер там же в заключении 6 октября 1940 года (замёрз в дороге). Реабилитирован 20 апреля 1956 года Военным трибуналом Ленинградского военного округа.

### Семья
- Родители — Но́хем-Ю́дель Я́нкелевич (Наум Яковлевич) На́гли (11 сентября 1875 — 1909)[23], режицкий мещанин, часовой мастер[24][25], и Этля (Этта) Абрамовна Нагли (Бернштам) (1870—1941). Семья поселилась в Петербурге (где уже жили братья отца) в 1899 году и вскоре отец открыл часовую мастерскую на Лиговском проспекте.
- Брат — Александр Нагли (1901—1902).
- Сестра — Юдифь Нагли (1906—1992).
- Жена — Анна Матвеевна Суркова (1897—1980), работала администратором в Ленинградской филармонии.
  - Сыновья — Михаил Владимирович Нагли (1926—2012), режиссёр и театральный педагог, заслуженный деятель искусств РСФСР[17]; Жорес Владимирович Нагли (1924—1981); Дочь — Галина Владимировна Нагли (в замужестве Федючек) (1931—1985).